# Straffe Blätterung
In der Mathematik, insbesondere in Differentialgeometrie und Topologie sind straffe Blätterungen (engl.: taut foliations) Blätterungen, die sich durch Minimalflächen einer geeigneten Riemannschen Metrik realisieren lassen.

## Definition
Sei {\displaystyle M} eine Mannigfaltigkeit. Eine Blätterung der Kodimension 1 heißt straff,  wenn es zu jedem Blatt {\displaystyle L} eine  Abbildung {\displaystyle f\colon S^{1}\rightarrow M} gibt, deren Bild {\displaystyle L} transversal schneidet.

## Realisierbarkeit durch Minimalflächen
Sei {\displaystyle M} eine geschlossene, orientierte, differenzierbare Mannigfaltigkeit. Nach einem Satz von Rummler und Sullivan sind die folgenden Bedingungen an eine transversal orientierbare Kodimension 1-Blätterung {\displaystyle {\mathcal {F}}} äquivalent:
- {\displaystyle {\mathcal {F}}} ist straff
- es gibt einen zu {\displaystyle {\mathcal {F}}} transversalen Fluss, der eine Volumenform invariant lässt
- es gibt eine Riemannsche Metrik auf {\displaystyle M}, in der die Blätter von {\displaystyle {\mathcal {F}}} Flächen kleinster Fläche sind.

## Blätterungen ohne Reebkomponenten
Wenn eine Blätterung straff ist, kann es keine Reeb-Komponente, d. h. keine Teilmenge diffeomorph zu einer Reeb-Blätterung, geben. Für atoroidale 3-Mannigfaltigkeiten gilt auch die Umkehrung: jede Blätterung ohne Reeb-Komponenten ist straff.

## Straffe Blätterungen von 3-Mannigfaltigkeiten
Für straffe Blätterungen von 3-Mannigfaltigkeiten gibt es eine gut ausgearbeitete Strukturtheorie.  Zunächst können nach dem Satz von Novikov-Zieschang auf einer geschlossenen, orientierbaren 3-Mannigfaltigkeit straffe Blätterungen nur dann existieren, wenn {\displaystyle \pi _{2}(M)=0} oder {\displaystyle M=S^{2}\times S^{1}}, und es müssen dann notwendigerweise alle Blätter inkompressibel sein. Eine hinreichende Bedingung für die Existenz straffer Blätterungen liefert der Satz von Gabai: Sei M eine geschlossene, irreduzible 3-Mannigfaltigkeit mit {\displaystyle H_{2}(M)\not =0}, dann gibt es auf M eine straffe Blätterung. Man kann sogar jedes nichttriviale Element von {\displaystyle H_{2}(M)} als Blatt einer straffen Blätterung realisieren. Gabais Beweis benutzt genarbte Mannigfaltigkeitshierarchien.
Einen Zugang zur Struktur straffer Blätterungen auf 3-Mannigfaltigkeiten liefert der Satz von Palmeira: Wenn es auf einer geschlossenen, orientierbaren 3-Mannigfaltigkeit {\displaystyle M\not =S^{2}\times S^{1}} eine straffe Blätterung gibt, dann ist die universelle Überlagerung {\displaystyle {\widetilde {M}}} diffeomorph zum {\displaystyle R^{3}} und die hochgehobene Blätterung ist eine Blätterung des {\displaystyle \mathbb {R} ^{3}} durch Blätter diffeomorph zum {\displaystyle \mathbb {R} ^{2}}. Der Raum der Blätter (der hochgehobenen Blätterung) ist in diesem Fall eine (i.a. nicht-Hausdorffsche) 1-Mannigfaltigkeit und die straffe Blätterung wird also beschrieben durch eine Wirkung von {\displaystyle \pi _{1}M} auf einer 1-Mannigfaltigkeit.
L-Räume haben keine straffen Blätterungen.

## Belege
1. ↑  Sullivan, Dennis A homological characterization of foliations consisting of minimal surfaces. Comment. Math. Helv. 54 (1979), no. 2, 218–223, doi:10.1007/BF02566269.
2. ↑  Novikov, S. P.: Топология слоений. Тр. Моск. мат. о-ва. 14 1965. 248—278.
3. ↑  Gabai, David: Foliations and the topology of 3-manifolds. J. Differential Geom. 18 (1983), no. 3, 445–503. online (pdf)
4. ↑  Palmeira, Carlos Frederico Borges: Open manifolds foliated by planes. Ann. Math. (2) 107 (1978), no. 1, 109–131. online (pdf)